# De Vijf op avontuur
De Vijf op avontuur is het negende deel uit de De Vijf-boekenreeks. Het boek werd in 1950 geschreven door Enid Blyton onder de titel Five fall into adventure.
Het boek werd voor Nederland bewerkt door D.L. Uyt den Boogaard en uitgegeven door H.J.W. Becht, met illustraties van Jean Sidobre. De omslag van de eerste drie drukken is gemaakt door Hans G. Kresse. Vanaf 2002 wordt het boek uitgegeven in een nieuwe vertaling van J.H. Gever en geïllustreerd door Julius Ros.

## Verhaal
De Vijf komen bij elkaar voor een vakantie in Huize Kirrin. Oom Quentin en tante Fanny vertrekken naar Spanje. De kinderen ontmoeten het zigeunermeisje Jo, die ze in het begin helemaal niet aardig vinden. Wanneer er wordt ingebroken in de studeerkamer van oom Quentin staan De Vijf voor een raadsel. Kort daarna wordt George ontvoerd door de misdadige Red Tower. Jo helpt de anderen om George terug te krijgen.